# Asura russula
Asura russula là một loài bướm đêm thuộc phân họ Arctiinae, họ Erebidae.